# Happy Birthday (album d'Eddy Mitchell)
Pour les articles homonymes, voir Happy Birthday.
Albums de Eddy Mitchell
C'est bien fait
(1979) 20 ans : Eddy Mitchell Olympia
(1981)
Happy Birthday est le vingt-et-unième album studio d'Eddy Mitchell sorti en 1980 sur le label Barclay, et réédité en 2010 sur le label Polydor.

## Liste des titres
| No  | Titre                                       | Paroles       | Musique              | Durée |
| --- | ------------------------------------------- | ------------- | -------------------- | ----- |
| 1.  | Happy Birthday Rock'n'Roll                  | Claude Moine  | Pierre Papadiamandis | 3:57  |
| 2.  | Y'a rien qui remplace un amour              | Claude Moine  | Pierre Papadiamandis | 3:26  |
| 3.  | Tu ne veux plus d'moi                       | Claude Moine  | Mort Shuman          | 2:55  |
| 4.  | De ville en ville                           | Claude Moine  | Pierre Papadiamandis | 3:29  |
| 5.  | Rock'n'Road (Reelin' And Rockin')           | Claude Moine  | Chuck Berry          | 2:42  |
| 6.  | Couleur menthe à l'eau                      | Claude Moine  | Pierre Papadiamandis | 3:30  |
| 7.  | J'vous dérange ?                            | Claude Moine  | Pierre Papadiamandis | 3:03  |
| 8.  | Faut pas avoir le blues (Singing The Blues) | Claude Moine  | Melvin Endsley       | 3:08  |
| 9.  | Miss Duval (Shelter Of Your Eyes)           | Boris Bergman | Don Williams         | 3:31  |
| 10. | Tu ne dois pas toucher                      | Claude Moine  | Pierre Papadiamandis | 3:18  |